# Ramp 24 uur van Le Mans 1955
De ramp van de 24 uur van Le Mans 1955 voltrok zich tijdens de 23ste editie van dit evenement toen een van de racewagens door een botsing in het publiek vloog. Hierbij kwamen de coureur Pierre Levegh en 82 toeschouwers om het leven. Dit is het hoogste aantal slachtoffers ooit in de geschiedenis van de autosport.

## Voorafgaand aan het ongeval
Pierre Levegh was door Mercedes-Benz in 1955 ingehuurd als fabrieksrijder. Zijn gedrevenheid als coureur was voor Mercedes duidelijk geworden na zijn optreden in 1952. Bij deze race reed Levegh 23 uren non-stop achter elkaar en leidde hierdoor de wedstrijd door het sparen van tijd (benodigd voor het wisselen van coureurs), terwijl er wel een coureur beschikbaar was om hem te vervangen. Hij verloor deze wedstrijd doordat hij een misschakeling maakte en hierdoor de motor beschadigde in het laatste uur van de race.
In 1955 debuteerde tevens Mercedes' nieuwe Mercedes-Benz 300 SLR-racewagen in het World Sportscar Championship-seizoen, met enkele noemenswaardige successen, waaronder de winst in de Mille Miglia. De 300 SLR beschikte over een ultralichte carrosserie van een magnesiumlegering, genaamd Elektron, met een soortelijke massa van slechts 1,8 kg/dm3 (ter vergelijking: aluminium heeft een soortelijke massa van 2,7 en ijzer 7,8). Deze carrosserie zorgde voor een aanzienlijke gewichtsverlaging van de auto, hetgeen zorgde voor betere prestaties. De auto had niet de moderne schijfremmen waarover de Jaguar D-Type beschikte, wat de ingenieurs van Mercedes dwong een grote luchtrem achter de cockpit te plaatsen welke omhoog kwam, om op deze manier meer weerstand te ontwikkelen wat zorgde voor een grote vertraging.

## Het ongeluk

schematische weergave van de posities van de auto's ten tijde van het ongeluk

De 24 uur van Le Mans begon op 11 juni 1955, met Pierre Levegh achter het stuur van de Mercedes Benz 300 SLR met startnummer "20". De Amerikaan John Fitch was de tweede coureur van het team en zou na een aantal uren het stuur overnemen van Levegh. De concurrentie tussen Mercedes, Jaguar, Ferrari, Aston Martin en Maserati was groot, er werd gevochten voor kopposities door al deze merken. Twee uur na de start van de wedstrijd (om 18:26 lokale tijd) reed Levegh aan het einde van de 35e ronde vlak achter de Jaguar D-Type van Mike Hawthorn die op de eerste positie reed. Hawthorn had zojuist de langzamere Austin-Healey 100 van Lance Macklin ingehaald toen hij begon af te remmen voor zijn pitstop.
Hawthorns Jaguar, voorzien van schijfremmen, remde beduidend sneller af dan de concurrerende Mercedes van Levegh. De plotselinge remactie van Hawthorn zorgde ervoor dat de zojuist ingehaalde Austin-Healey moest uitwijken naar het midden van de baan, zodat deze de Jaguar in kon halen. Helaas zag Lance Macklin de snel naderende Pierre Levegh en Juan Manuel Fangio over het hoofd. Fangio reed op dat moment op een tweede positie en stond op het punt Levegh op een ronde te zetten. Levegh had op dat moment geen tijd om te reageren en raakte de linkerachterkant van de auto van Macklin. Het aerodynamische ontwerp van de Austin-Healey leek op een lange schansachtige carrosserie. Toen Levegh de Austin-Healey raakte, werd zijn auto gelanceerd naar de linkerkant van de baan, waar hij in een dam van aarde, bedoeld om de toeschouwers te beschermen, insloeg.
De impact zorgde ervoor dat vele onderdelen van de auto los geslingerd werden. Onder andere de motorkap en vooras kwamen los van het frame en belandden in het publiek. Aan de voorkant van het chassis werden cruciale verbindingen voor het motorblok beschadigd, waardoor het zware motorblok loskwam en ook in het publiek belandde. Levegh werd uit de auto geslingerd en brak bij de fatale val zijn schedel.
Toen de overblijfselen van de 300 SLR tot stilstand waren gekomen, scheurde de brandstoftank die achter de cockpit geplaatst was. De vlamvattende brandstof verhoogde de temperatuur van de overgebleven Elektron-carrosserie en raakte snel voorbij het brandpunt, dat door de magnesiumlegering zeer laag was. De eigenschappen van het magnesium betekenen dat een verbranding in zuurstof bij vrij lage temperaturen mogelijk is, die de legering toestaat om in witte hete vlammen los te barsten. Veiligheidswerkers die probeerden het brandende wrak te blussen faalden, doordat zij niet wisten dat water op een magnesium-vuur resulteert in een nog grotere vuurzee, met tot gevolg dat de auto meerdere uren bleef branden. In totaal kwamen 82 toeschouwers om het leven doordat zij geraakt waren door losvliegende brokstukken of verbrandden in het vuur.
Fangio, die vlak achter Levegh reed, ontsnapte ternauwernood aan de zwaar beschadigde Austin-Healey, die op dat moment op de rechterkant van de baan in zijn lijn terechtgekomen was. Macklin raakte hierop de pitsmuur en sloeg terug naar de linkerkant van de baan. Hierna boorde de auto zich in de dam vlak bij de plek waar de brandende 300 SLR zich bevond. Dit leidde tot het verongelukken van nóg een toeschouwer. Macklin overleefde het ongeluk echter wel.

## De nasleep

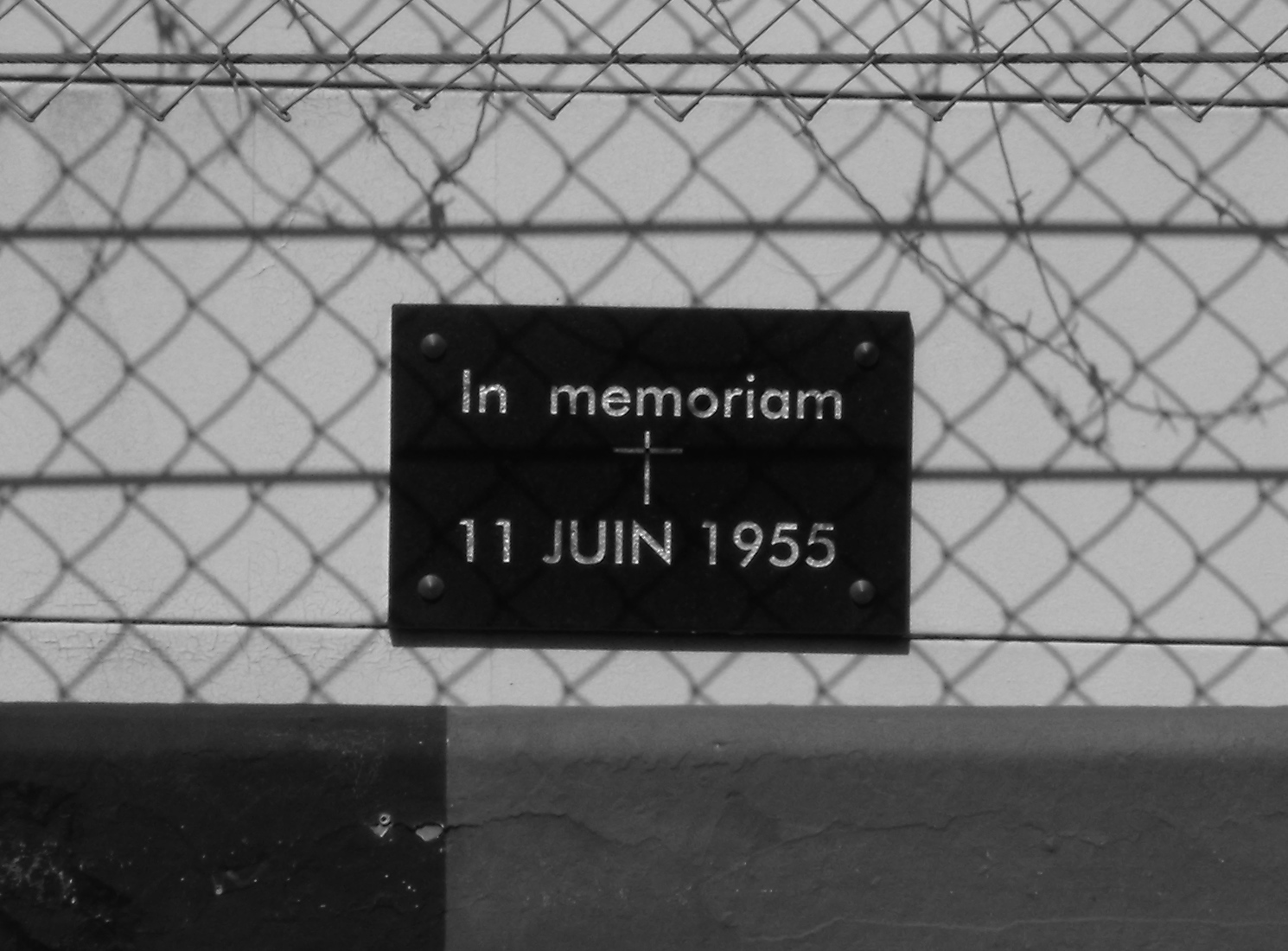
Herdenkingsplaquette op Le Mans

De race werd niet afgebroken, officieel om op die manier geen toeschouwers op de uitvalswegen te krijgen die zouden zorgen voor wegblokkades en vertraging van ambulances. Mike Hawthorn, die zojuist de pitstraat ingereden was, reed door ondanks dat hij geschokt was van wat hij zag gebeuren aan de andere kant van de baan. Tijdens de nacht, nadat het aantal overleden toeschouwers was vastgesteld en doorgegeven was aan het Mercedes-Benz-hoofdkantoor in Stuttgart, kwam de officiële order binnen voor de twee overgebleven Mercedes racewagens, bestuurd door Juan Manuel Fangio/Stirling Moss en Karl Kling/André Simon, om zich met directe ingang terug te trekken uit de race uit respect voor de slachtoffers. Op dat moment reed Mercedes aan kop met een ronde voorsprong op Jaguar.
Mike Hawthorn en het Jaguar-team, geleid door motorsportmanager Lofty England, bleven in de wedstrijd omdat zij vonden dat ze niet verantwoordelijk waren voor de crash. Hawthorn won de race samen met zijn teamgenoot Ivor Bueb. Respect voor de omgekomen rivalen en de overige slachtoffers weerhield hen er niet van de wedstrijd voort te zetten, maar deed hen in ieder geval afzien van hun overwinningsfeestje. De begrafenisdiensten voor de overledenen werden de volgende dag gehouden in de Kathedraal van Le Mans.
Na de race werd na officieel onderzoek vastgesteld dat het ongeluk niet door Jaguar veroorzaakt was, maar dat het ging om een raceongeluk. De dood van de toeschouwers werd geweten aan de ontoereikende veiligheidsmaatregelen van het circuit, wat leidde tot het verbannen van autosport in Frankrijk, Zwitserland, Duitsland en nog andere landen totdat de circuits aan een hogere veiligheidsmaatstaf waren aangepast. Het verbod in Zwitserland betrof auto- en motorsportevenementen waarbij meerdere deelnemers zich gelijktijdig op hetzelfde parcours bevinden. Wedstrijden 'tegen-de-klok', zoals heuvelklimwedstrijden zijn wel toegestaan. In juni 2007 begon de Zwitserse overheid maatregelen te treffen dit verbod op te heffen. De wetgeving werd echter door het Zwitserse parlement niet aanvaard.
Het World Sportscar Championship-seizoen van 1955 werd voltooid met twee resterende races (de Britse RAC Tourist Trophy en de Italiaanse Targa Florio). Mercedes-Benz won beide evenementen, en verzekerde zichzelf op deze manier van het constructeurskampioenschap van dat seizoen. Na het winnen van de laatste belangrijke race in het seizoen van 1955, de Targa Florio, kondigde Mercedes-Benz aan dat zij niet langer zou deelnemen aan de autosport zodat zij zich meer konden gaan concentreren op de ontwikkeling van normale auto's. Het aan zichzelf opgelegde verbod op autoracen duurde tot in de 80'er jaren.